# Хочкис М1914
Хочкис модел 1914 (фр. Hotchkiss Modèle 1914), француски тешки митраљез коришћен у Првом и Другом светском рату.

## Карактеристике

### Еволуција
Први тешки митраљез фирме Хочкис произведен је 1897, по угледу на прве употребљиве митраљезе типа Максим из 1884. За разлику од митраљеза Максим, који су радили на принципу кратког трзања цеви барутним гасовима, француски митраљези радили су на принципу одвођења барутних гасова у посебну гасну комору са клипом, чијим се кретањем (уназад или унапред) обављају остале потребне радње: одбрављивање затварача, извлачење и избацивање чахуре, увлачење реденика, извлачење метака, сабијање повратне опруге, убацивање метака у цев, забрављивање затварача и опаљење. Гађало се са троножног постоља, муницијом нанизаном у ткани реденик.

### Модел 1914
Хочкис модел 1914 је тешки митраљез калибра 8 мм, на принципу позајмице барутних гасова, са ваздушним хлађењем и металним редеником са 24-251 метака. Теоријска брзина гађања је 500 метака у минуту, у пракси око 250 метака у минуту. Тежина митраљеза износи 49 кг, а гађа се са троножног постоља. Масовно је коришћен у Првом и Другом светском рату.